# Notopala sublineata
Notopala sublineata là một loài ốc nước ngọt trong họ Viviparidae. Đây là loài đặc hữu của Australia.

## Phân loài
- Notopala sublineata sublineata Conrad, 1850[2]
- Notopala sublineata alisoni[2]
- Notopala sublineata hanleyi (Frauenfeld, 1864)[2]